# Heteromys oresterus
Heteromys oresterus là một loài động vật có vú trong họ Chuột kangaroo, bộ Gặm nhấm. Loài này được Harris mô tả năm 1932.